# Yicheng (köpinghuvudort i Kina, Jiangxi Sheng, lat 27,99, long 115,17)
Yicheng är en köpinghuvudort i Kina. Den ligger i provinsen Jiangxi, i den sydöstra delen av landet, omkring 100 kilometer sydväst om provinshuvudstaden Nanchang. Antalet invånare är 23 900. Befolkningen består av 11 211 kvinnor och 12 689 män. Barn under 15 år utgör 20,0 %, vuxna 15-64 år 71 %, och äldre över 65 år 7,0 %.
Runt Yicheng är det tätbefolkat, med 427 invånare per kvadratkilometer. Närmaste större samhälle är Luofang, 15,7 km söder om Yicheng. Trakten runt Yicheng består till största delen av jordbruksmark.
Genomsnittlig årsnederbörd är 2 066 millimeter. Den regnigaste månaden är juni, med i genomsnitt 330 mm nederbörd, och den torraste är oktober, med 24 mm nederbörd.